# هالدرن
هالدرن (به هلندی: Haalderen) یک منطقهٔ مسکونی در هلند است که در لینگه‌وارد واقع شده‌است. هالدرن ۲٫۵۵ کیلومتر مربع مساحت و ۱٬۹۵۸ نفر جمعیت دارد و ۹ متر بالاتر از سطح دریا واقع شده‌است.